# 국도 제93호선 (미국)

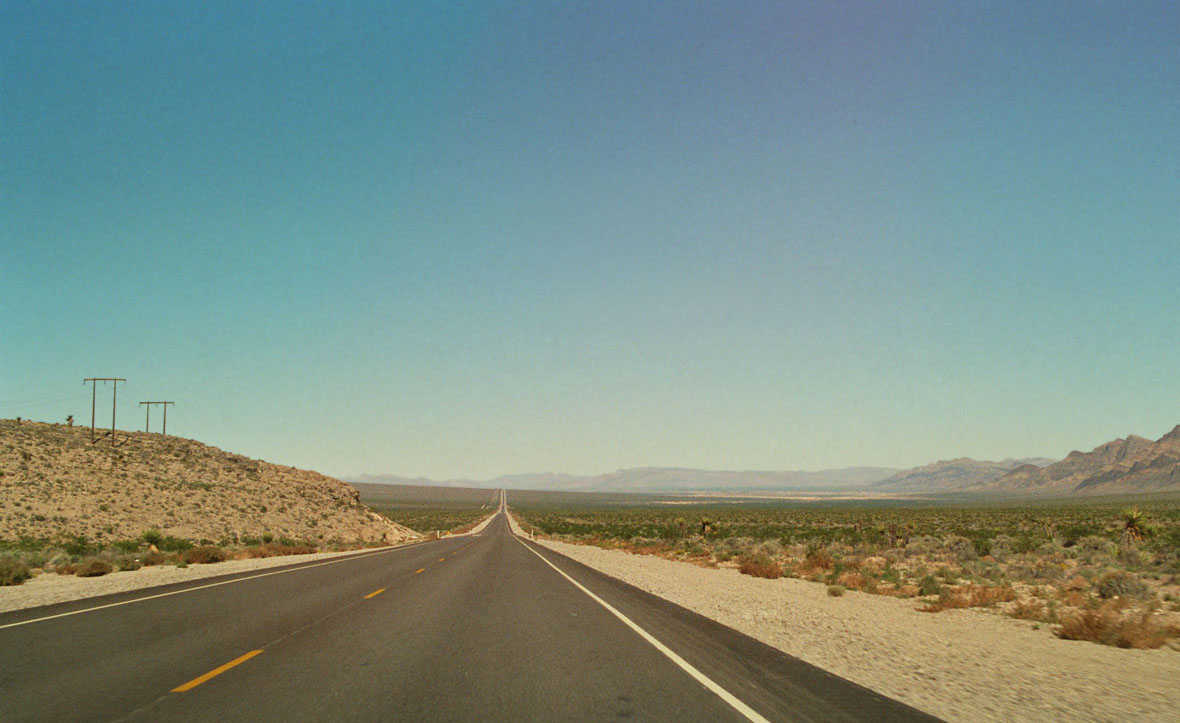
알라모로 향하여 가는 US 93

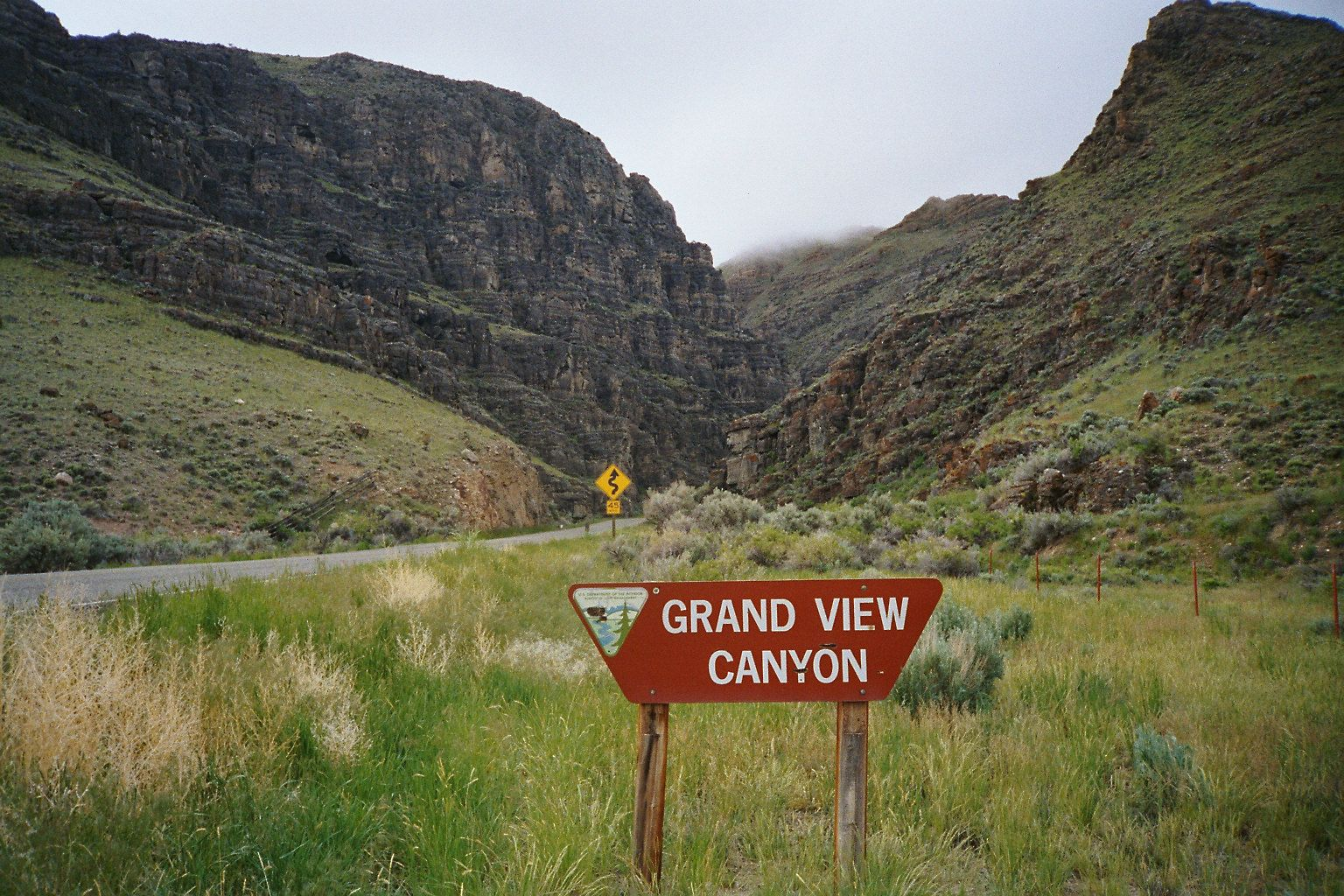
그랜드뷰 캐니언으로 향하고 있는 US 93 (맥케이와 샬리를 사이에 이어주고 있음)

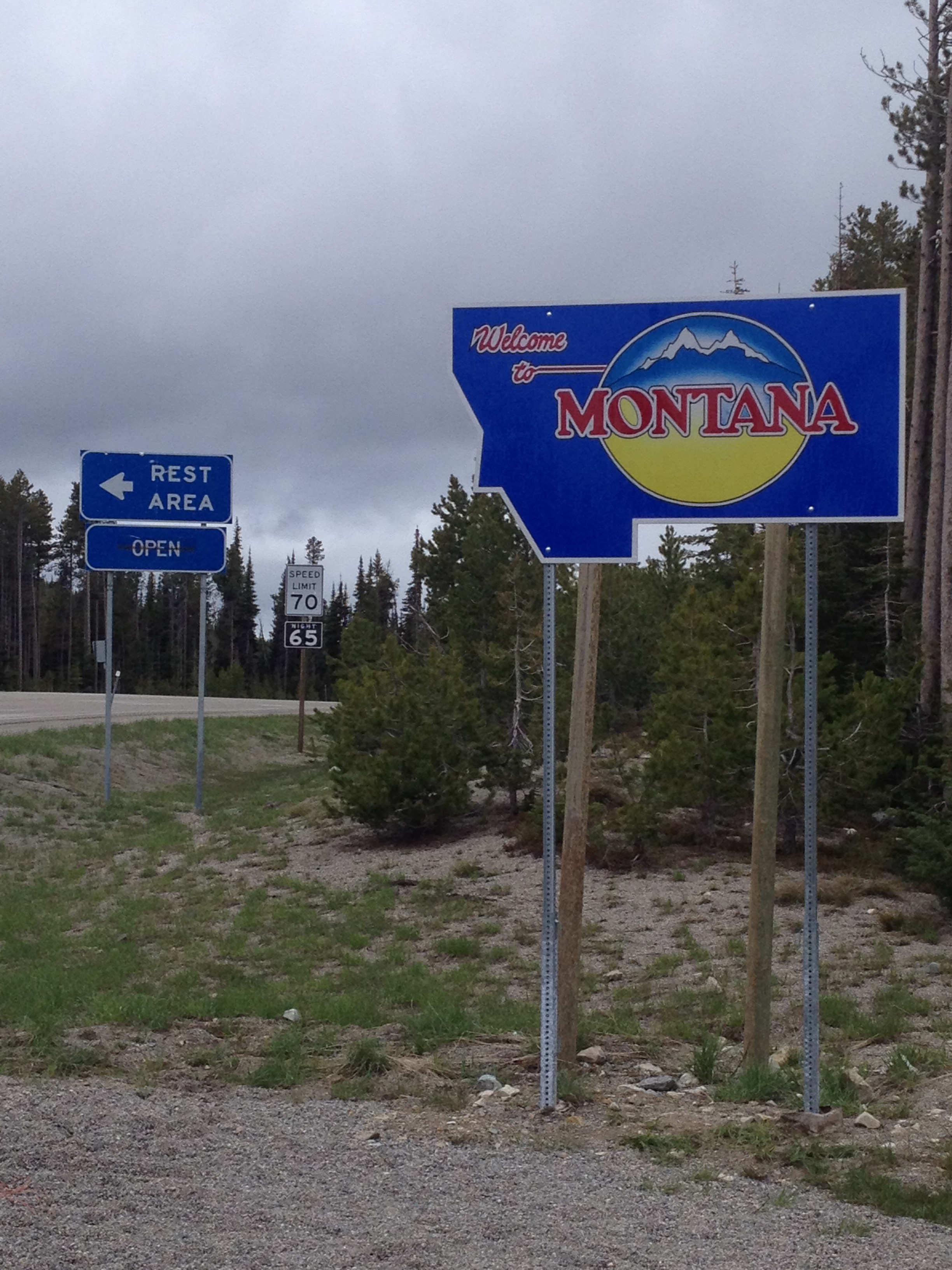
로스트트레일을 통과하고 있는 US 93. 이곳은 몬태나 스테이트 라인으로 설정된 상태이다.

국도 제93호선(U.S. Route 93)은 애리조나주의 위켄버그를 출발하여 미국-캐나다 국경과 맞닿아 있는 루스빌 근처의 유레카까지 연결되어 있는 미국의 일반 국도이며, 총 연장은 2,187 km(1,359 mi)로 이루어져 있다. 기점인 위켄버그에서는 US 60과 연결되는 반면, 종점인 미국-캐나다 국경 근방의 유레카에서는 Hwy 93과도 접촉하고 있다. 다만 93번 국도가 경유하고 있는 주요 도시들은 라스베이거스, 트윈폴스, 미줄라, 칼리스펠 등이 있다.

## 주요 경유지
애리조나주
- US 60 : 위켄버그(영어판)
- I-40 : 킹먼의 북동부, I-40과 US 93은 킹먼의 중심지까지 이어준다. 다만, 이 도로가 I-11과 함께 연결되려고 제안되고 있는 곳은 피닉스이다.
- I-40 : 킹먼의 중심지, 이 구간은 I-11과 함께 연결 제안된 곳도 있으며 대상 목적지는 라스베이거스이다.

네바다주
- US 95 : 불더시티에서 라스베이거스까지 연결되며, I-11과 함께 연결이 제안되는 곳은 토너파(영어판)와 리노가 있다.
- I-215 : 헨더슨
- I-15 : 라스베이거스 중심부와 북부(노스라스베이거스)를 이어줌. I-15와 US 93이 동시에 연결되는 최종 목적지는 노스라스베이거스이다.
- US 6/US 50(영어판) : 메이저플레이스이며, 일리까지 연결됨.
- I-80, US 93 Alt. : 웰스(영어판)

아이다호주
- US 30 : 필러(영어판)이며, 트윈폴스까지 계속 이어줌.
- I-84 : 트윈폴스의 북쪽
- US 26 : 쇼쇼니(영어판)이며, 해당 도로는 아코 (아이다호주)까지 연결됨.
- US 20 : 캐리(영어판)이며, 해당 도로는 아코까지 연결됨.

몬태나주
- US 12 : 롤로(영어판)이며, 해당 도로는 미줄라까지 연결됨.
- I-90 : 미줄라이며, 와이(영어판)까지 연결됨.
- US 2 : 칼리스펠
- Hwy 93(영어판) : 미국-캐나다 국경과 인접해 있는 유레카(영어판)

## 특별 도로
US 93의 특별 도로들은 3개의 도로가 존재하게 되며, 다음과 같은 도로들이 존재한다.
- 라지스스테이션 - 웰스 대체 도로
- 칼리스펠 대체 도로
- 쇼쇼니 - 샬리 대체 도로

이들을 대신하게 되는 도로들이 관통되어 있으며 일종의 바이패스 도로이기도 하다.